# Dana (Indiana)
Dana é uma cidade  localizada no estado americano de Indiana, no Condado de Vermillion.

## Demografia
Segundo o censo americano de 2000, a sua população era de 662 habitantes.
Em 2006, foi estimada uma população de 681, um aumento de 19 (2.9%).

## Geografia
De acordo com o United States Census Bureau tem uma área de
0,8 km², dos quais 0,8 km² cobertos por terra e 0,0 km² cobertos por água. Dana localiza-se a aproximadamente 152 m acima do nível do mar.

## Localidades na vizinhança
O diagrama seguinte representa as localidades num raio de 16 km ao redor de Dana.